# Comté de McLean (Illinois)
Pour les articles homonymes, voir Comté de McLean.
Le comté de McLean est un comté situé dans l'État de l'Illinois, aux États-Unis. En 2000, sa population est de 150 433 habitants. Son siège est Bloomington.